# Hers to Hold
Hers to Hold é um filme norte-americano de 1943, do gênero drama musical, dirigido por Frank Ryan e estrelado por Deanna Durbin e Joseph Cotten.